# Burgeranch
Burgeranch (en hebreo, בּורגראנץ׳) es una cadena de comida rápida especializada en hamburguesas, que fue fundada en 1972 como la primera de este tipo en el Estado de Israel. Compite directamente en su país con McDonald's, y cuenta con más de 70 restaurantes. 
Al igual que muchas cadenas que operan en Israel, los ingredientes de Burgeranch son kósher y no se venden productos como hamburguesas con queso o beicon. La mayoría de locales operan en régimen de franquicia, y algunos tienen preceptos más estrictos que otros para los alimentos.

## Historia
La cadena de restaurantes fue iniciativa de dos empresarios sudafricanos, Barry Scop y Ron Lapid, que se basaron en una cadena de hamburgueserías de su país llamada Burger Ranch. El primer local se abrió en 1972 en una céntrica calle de Tel Aviv, y el segundo no se puso en marcha hasta 1978. La fórmula tuvo éxito, se inició un proceso de expansión por franquicia y a principios de los años 1990 era la primera cadena de comida rápida de Israel, con 49 restaurantes.
Con la llegada a Israel de McDonald's en 1993, Burgeranch negoció con Burger King su absorción en la multinacional, aunque esto no se llevó nunca a cabo. En ese tiempo, el grupo israelí aguantó la competencia y mantuvo una posición de liderazgo hasta finales de los años 1990. En 1997, la mayoría de títulos de Burgeranch se vendieron a la compañía petrolera Paz, que se hizo con el control total en 2001. 
Paz vendió Burgeranch en 2006 al empresario Yossi Hoshinski por 20 millones de séqueles, que pagaría en varios plazos. Sin embargo, Hoshinski falleció en 2008 y sus herederos no podían asumir las obligaciones, por lo que la empresa entró en números rojos. En octubre del mismo año, fue vendida al grupo Orgaz, gestor de Burger King en Israel. Ambas marcas convivieron hasta mayo de 2010, cuando los propietarios anunciaron que todos los locales de Burger King se convertirían en Burgeranch. De este modo, la franquicia recuperó su anterior posición y se convirtió en la segunda hamburguesería más grande del país, por detrás de McDonald's.